# Sajólád
Sajólád é um município da Hungria, situado no condado de Borsod-Abaúj-Zemplén. Tem 12,68 km² de área e sua população em 2015 foi estimada em 2.811 habitantes.